# The Bank Dick
The Bank Dick е американски филм от 1940 година, комедия на режисьора Едуард Клайн по сценарий на Уилям Клод Фийлдс. Главните роли се изпълняват от Уилям Клод Фийлдс, Кора Уидърспун, Уна Меркел, Грейди Сътън, Франклин Пангборн.

## Сюжет
В центъра на сюжета е пияница, който по стечение на обстоятелствата е назначен за пазач в банка, след което замесва един от служителите в парични злоупотреби.